# 倪聖分
倪聖分，唐代將領，史書不載其名，民間相傳名叫倪聖分，官任漳州海舶總管，後被奉為神祇，稱為倪總管。
因為此神專門守護軍艦，明鄭王朝時期，明鄭水師於臺南建了總管宮奉祀之，後到了臺灣清治時期，道光年間訛傳成「總趕宮」，此名延用至今。《重修臺灣縣志》只錄神姓倪，認為其名不詳：「神姓倪，忘其名。生長海濱，熟識港道，為海舶總管，歿而為神。舟人咸敬祀之。」
依1986年的《台灣廟宇榜》，陳元光有四位副祀神「四輔將軍」，其中倪聖分為輔義將軍。